# Операција Рудник
Операција Рудник је била операција Немаца, Бугара и Љотићеваца против четника од 23. јула до почетка августа 1943. године у околини планине Рудник и Шумадији. Четницима је командовао капетан Никола Калабић, а непријатељима је командовао генерал Паул Бадер, командант немачких трупа у Србији. Операција је почела затварањем Горске Краљеве Гарде у обруч, а завршила се пробијањем непријатељског обруча.

## Припреме за операцију

### Немачке припреме
Генерал Паул Бадер је издао 1943. године наређење за припреме операције Рудник против Горске Краљеве Гарде на терену Рудника и Шумадије (Опленачки и Тополски срез). У акцији учествују један немачки батаљон, два бугарска батаљона и један батаљон Српског добровољачког корпуса (Љотићевци). Наређено је било да се Горска гарда опколи и затвори у обруч да би их принудили на фронталну борбу. Укупно их је било 3000 војника.

### Четничке припреме
Капетан Никола Калабић, командант Горске Гарде, обавестио је своје трупе о немачко-бугарско-љотићевској операцији против четника и почели су са припремама 13. јула, али Орашачка бригада је била заузета потером за групом од 150 партизана, па је њу обавестио Милан Медић, заменик команданта Гарде. Горска Гарда је имала 1000 бораца, Никола Калабић је поделио Гарду на две групе. Првом групом је командовао лично Калабић, а другом групом потпоручник Божидар Божа Панић.

## Операција Рудник
Дана 23. јула 1943. године, око 3000 немачких, бугарских и љотићевских војника затворило је Горску Гарду у обруч и кренуло у напад. Група потпоручника Божидара Боже Панића пробила се без губитака на бугарском сектору, док је Калабићева група налетела на Немце и док се пробијали водила се велика борба. „Само се кувало“, сведочи потпоручник Божидар Божа Панић. На крају се и Калабићева група пробила, али су имали 30 погинула четника.